# NGC 1275
NGC 1275 (nota anche come Perseus A o con la sigla C 24) è una galassia dalla forma peculiare, classificata come una Galassia di Seyfert in base alle caratteristiche del suo spettro di emissione. Essa è situata a 235 milioni di anni luce di distanza, nella costellazione di Perseo. Perseus A designa inoltre la sorgente di onde radio, situata al centro dell'Ammasso di Perseo (Abell 426).

## Osservazione
Questa galassia è la più luminosa e la centrale di un gruppo molto compatto di galassie posto a 230 milioni di anni luce da noi. Il gruppo è facilmente individuabile, poiché si trova circa 2 gradi a est-nord-est della ben nota stella Algol (β Persei). la sua luminosità apparente è pari a 11,9, dunque per essere scorta occorre un telescopio con apertura di almeno 120mm, in cui si presenta come una macchia chiara ovale, luminosa al centro. Nei dintorni sono visibili tante altre galassie, meno luminose.

## Caratteristiche
NGC 1275 consiste in due galassie, la galassia centrale dell'ammasso, una galassia gigante diffusa, e il cosiddetto "sistema ad alta velocità" che si estende di fronte a questa; questo sistema si muove alla velocità di 3000 km/s intorno al sistema dominante, e si pensa che si stia fondendo con l'Ammasso di Perseo. Il sistema ad alta velocità non sembra influenzato dalla galassia gigante, e si trova a 200.000 anni luce da questa. La galassia centrale dell'ammasso contiene una massiccia rete di filamenti che emettono linee spettrali, che sembrano essere trascinati via da bolle in espansione di plasma relativistico generato dal nucleo della galassia attiva centrale. Lunghi filamenti di gas si estendono nei dintorni della galassia, nel mezzo composto da gas a milioni di gradi ed emittente raggi X che permea l'intero ammasso. La quantità di gas contenuta in un tipico filamento è circa un milione di volte la massa del nostro Sole; sono larghi appena 200 anni luce, sono spesso rettilinei e si estendono fino a 20 000 anni luce.
L'esistenza di questi filamenti presenta un problema: poiché questi sono più freddi rispetto alle nubi intergalattiche circostanti, non si capisce come possano essere stati presenti per almeno 100 milioni di anni, senza mai collassare in stelle o disperdersi.
Osservazioni in radioastronomia interferometrica hanno rilevato una collisione tra un getto relativistico uscente dal buco nero al centro della galassia ed una nube locale di gas molto denso. L'evento è stato il primo di questo tipo ad essere stato osservato direttamente, dall'istante in cui il getto uscente colpisce una nube alle modificazioni dinamiche (feedback) del materiale interessato costituente la nube stessa.

## Galleria d'immagini

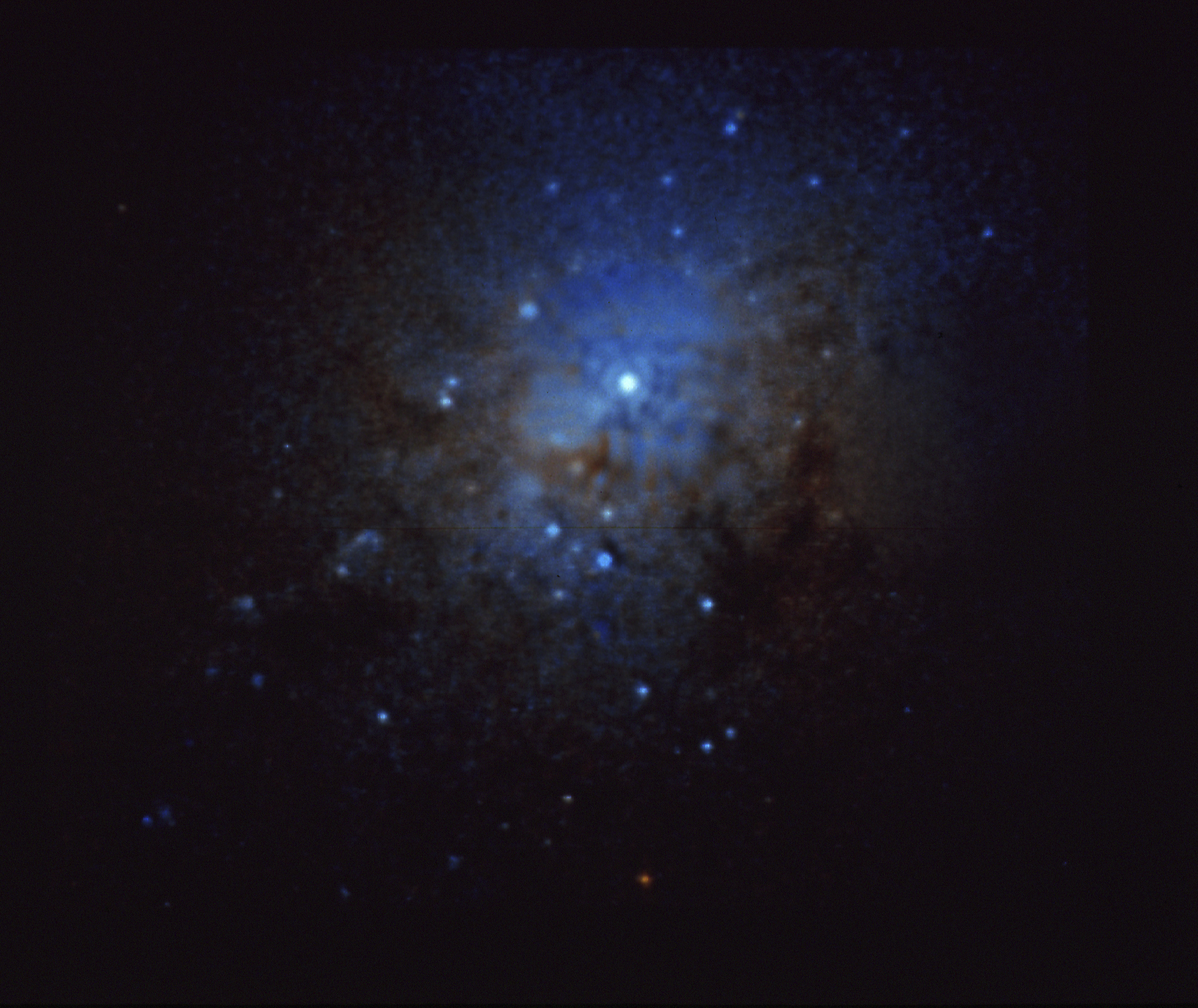
Un'immagine del centro di NGC 1275 ripresa dal Telescopio spaziale Hubble
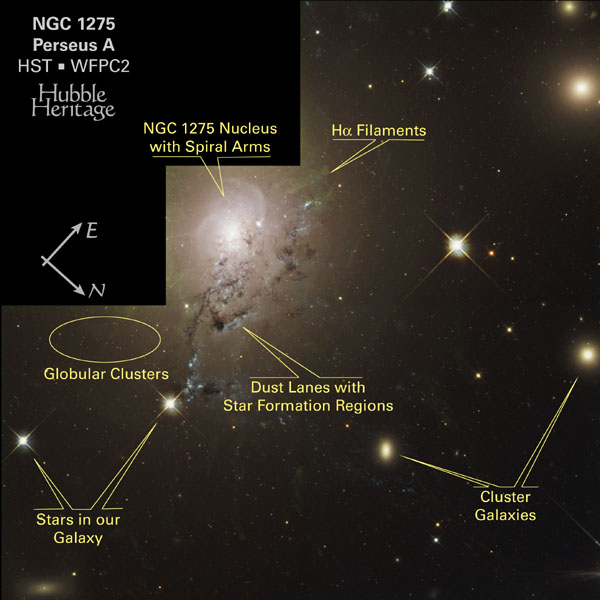
NGC 1275 - illustrazione delle caratteristiche dell'immagine
NGC 1275  (luce visibile + raggi X + onde radio)
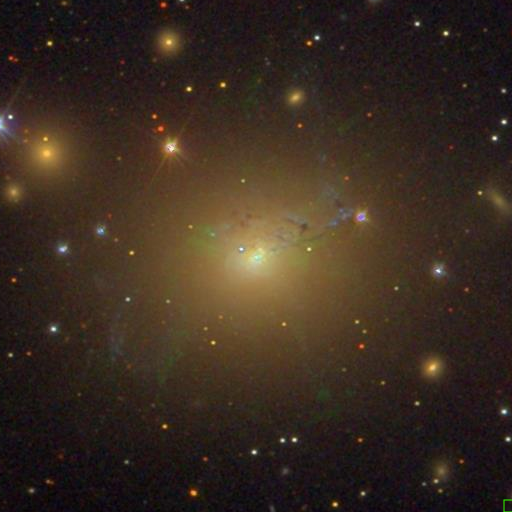
NGC 1275  (SDSS DR14)

### Opere generali
- (EN) Stephen James O'Meara, Deep Sky Companions: The Caldwell Objects, Cambridge University Press, 2003, ISBN 0-521-55332-6.
- (EN) R. W. Sinnott, editor, The Complete New General Catalogue and Index Catalogue of Nebulae and Star Clusters by J. L. E. Dreyer, Sky Publishing Corporation and Cambridge University Press, 1988, ISBN 0-933346-51-4.

### Carte celesti
- Tirion, Rappaport, Lovi, Uranometria 2000.0 - Volume II - The Southern Hemisphere to +6°, Richmond, Virginia, USA, Willmann-Bell, inc., 1987, ISBN 0-943396-15-8.
- Tirion, Sinnott, Sky Atlas 2000.0, 2ª ed., Cambridge, USA, Cambridge University Press, 1998, ISBN 0-933346-90-5.
- Tirion, The Cambridge Star Atlas 2000.0, 3ª ed., Cambridge, USA, Cambridge University Press, 2001, ISBN 0-521-80084-6.